# Sylvania (Georgia)
Sylvania è una città degli Stati Uniti d'America, situata in Georgia, nella Contea di Screven, della quale è il capoluogo.